# ألكسندرين من مكلنبورغ-شفيرين
ألكسندرين من مكلنبورغ-شفيرين (بالدنماركية: Dronning Alexandrine)‏ (24 ديسمبر 1879 - 28 ديسمبر 1954)؛ كانت ملكة الدنمارك وآيسلندا القرينة بزواجها من كريستيان العاشر.
هي الابنة الكبرى لـ فريدرخ فرانتس الثالث دوق مكلنبورغ-شفيرين الأكبر والدوقة الكبرى أناستازيا ميخائيلوفنا من روسيا حفيدة نيكولا الأول قيصر روسيا؛ وهي شقيقة الكبرى لـ فريدرش فرانتس الرابع أخر حكام مكلنبورغ شفيرين، وأيضا شقيقة الدوقة سيسيلي زوجة الأمير فيلهلم من بروسيا ولي عهد ألمانيا.
أنجبت ألكسندرين لـ كريستيان ابنين لاحقاً فريدريك التاسع ملك الدنمارك والد مارغريت الثانية ملكة الدنمارك السابقة ، والأمير كنود.

## روابط خارجية
- ألكسندرين من مكلنبورغ-شفيرين على موقع مونزينجر (الألمانية)